# Sučany
Sučany (em húngaro: Szucsány) é um município da Eslováquia, situado no distrito de Martin, na região de Žilina. Tem 33,26 km² de área e sua população em 2018 foi estimada em 4.712 habitantes.

## Demografia
| Ano:        | 1994 | 2004   | 2014   | 2024   |
| ----------- | ---- | ------ | ------ | ------ |
| Broj ljudi: | 4412 | 4644   | 4661   | 4749   |
| Razlika:    |      | +5,25% | +0,36% | +1,88% |

| Ano:               | 2023 | 2024   |
| ------------------ | ---- | ------ |
| Número de pessoas: | 4801 | 4749   |
| Diferença:         |      | -1,08% |